# Strassenjungs
Strassenjungs est un groupe allemand de rock.

## Histoire
Le premier album;, Dauerlutscher, est enregistré en 1977 dans le studio Panne-Paulsen à Francfort-Heddernheim, plutôt connu pour le krautrock. CBS (désormais Sony) est choisi comme partenaire contractuel. Lors de sa sortie, l'album ne s'est cependant pas bien vendu. Le single Birgit O. a également fait un flop. Une tournée en première partie des collègues du label de punk rock The Clash apporte des succès d'estime, mais pas la percée commerciale espérée. Des actions promotionnelles comme la distribution de préservatifs devant le cinéma Kant à Berlin attirent l'attention, mais ne générèrent que peu de ventes. Ce n'est que des années plus tard que l'album connaîtra un succès commercial. 
Au début des années 1980, Klopprogge devient compositeur, parolier et producteur de la star de la NDW Markus (ex-Nylon Euter), originaire de Bad Camberg, et du chanteur autrichien de pop Wilfried. 
L'album studio suivant, Los!, sort en 1981. En automne 1982, le premier album Dauerlutscher est mis à l'index par le Bundesprüfstelle für jugendgefährdende Schriften en raison de ses textes choquants. Cette mise à l'index a attiré l'attention du public. L'office fédéral de contrôle s'offusque en particulier des deux morceaux Nachts auf Tour et Ich brauch mein' Suff (accusés d'inciter au crime et à une consommation excessive d'alcool). L'indexation est levée le 31 août 2007, l'office fédéral de contrôle ayant estimé que le contenu de l'album n'était plus dangereux pour la jeunesse à l'expiration du délai d'indexation de 25 ans.
Le 6 septembre 2019, les Strassenjungs donnent leur concert d'adieu à la Batschkapp de Francfort après 42 ans d'existence, mais le groupe continue d'exister. En mai 2020, il sort le single Arschlöcher (numérique) chez son partenaire de distribution Broken Silence. Il est accompagné d'un clip sur YouTube et Facebook. En février 2021, le single Angst (numérique) sort chez Broken Silence sur tous les portails de téléchargement et de streaming.
Le chanteur Nils Selzer décède en mars 2023 à l'âge de 75 ans. 

## Discographie
- 1977 : Nachts auf Tour und Birgit O. (EP, CBS)
- 1977 : Dauerlutscher (album, CD Sony Music)
- 1979 : Wir ham ne Party (album)
- 1981 : Los! (album)
- 1983 : Live 83 (album live)
- 1984 : Bleiben oder geh'n (album, EMI, Rockport / SPV)
- 1986 : Sex (album)
- 1989 : Das Beste (album)
- 1989 : Gorby (mini-album)
- 1991 : Duell (abum)
- 1992 : Eintracht (EP, avec Dragoslav Stepanović)
- 1997 : Tut gut (album)
- 2002 : Jubeljahr (album)
- 2007 : Strassenfeger Hitbox (album)
- 2013 : Dauerlutscher Report 1 (album live)